# Yeni Hayat
Yeni Hayat (no Brasil: Uma Vida Nova) é uma telenovela turca, produzida pela Karga Seven Pictures para o Kanal D, com direção de Başak Soysal e colaboração de Cem Özüduru. Sua trama principal é livremente baseada na série de televisão britânica Bodyguard. A estreia da série foi adiada devido à pandemia de COVID-19, e estreou em 3 de setembro de 2020.
Conta com as participações de Serkan Çayoğlu, Melisa Aslı Pamuk, Tayanç Ayaydın, Nilperi Şahinkaya, İpek Filiz Yazıcı e Nisa Sofya Aksongur.

## Elenco
| Ator/Atriz          | Personagem             |
| ------------------- | ---------------------- |
| Serkan Çayoğlu      | Adem Şahin             |
| Melisa Aslı Pamuk   | Yasemin Karatan        |
| Tayanç Ayaydın      | Timur Karatan          |
| Nilperi Şahinkaya   | Nevin Şahin            |
| İpek Filiz Yazıcı   | Gökçe Karatan          |
| Nisa Sofya Aksongur | Ece Şahin              |
| Nebil Sayın         | —                      |
| Ayşe Tunaboylu      | —                      |
| Begüm Akkaya        | —                      |
| Devrim Nas          | —                      |
| Musa Öztep          | Guarda-costas de Timur |
| Aziz Caner İnan     | —                      |
| Furkan Kalabalık    | —                      |
| Övül Özbay          | —                      |
| Seher Terzi         | —                      |

## Exibição internacional

### Brasil
Foi disponibilizada na plataforma de streaming Globoplay em 12 de julho de 2021.